# Blechnum nipponicum
Blechnum nipponicum là một loài thực vật có mạch trong họ Blechnaceae. Loài này được Makino mô tả khoa học đầu tiên năm 1897.

## Hình ảnh

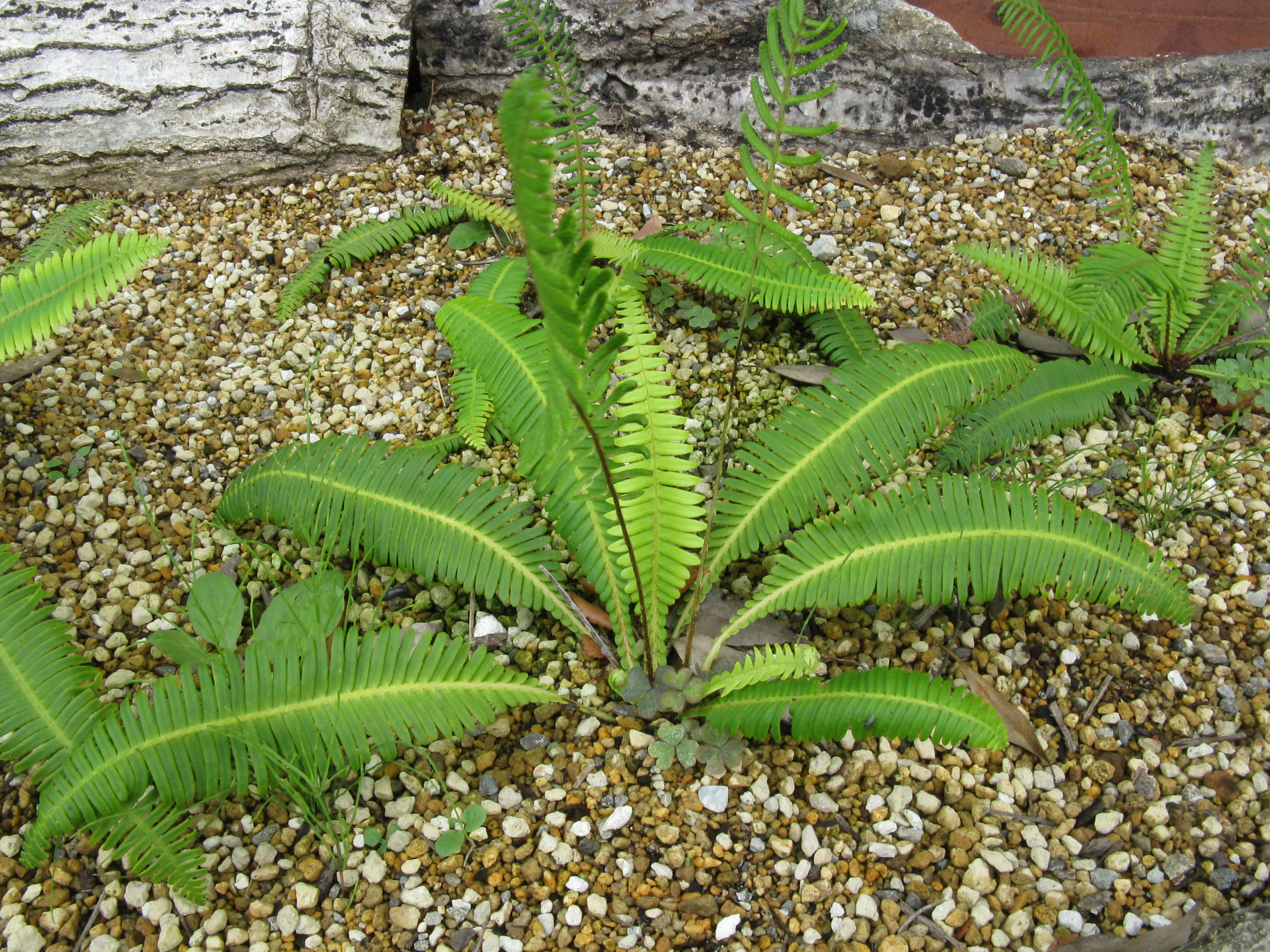